# Сільвія Паскель
Сільвія Паскель (ісп. Silvia Pasquel, при народженні Сільвія Банкельс Піналь, ісп. Sylvia Banquells Pinal; нар. 13 жовтня, 1950, Мехіко) — мексиканська акторка театру, кіно та телебачення.

## Життєпис
Народилася 13 жовтня 1950 року у Мехіко в родині актора і режисера Рафаеля Банкельса та акторки Сільвії Піналь. Батьки розлучилися, коли їй було три роки. Її брати і сестри від шлюбу батька з акторкою Діною де Марко — акторка і співачка Росіо Банкельс, акторка Марі-Пас Банкельс, Хосе Мануель, Аріадна та продюсер Рафаель Банкельс-молодший. Її сестра від шлюбу матері з продюсером Густаво Алатрісте — акторка Вірідіана Алатрісте (у 19-річному віці загинула в автомобільній аварії). Її сестра і брат від шлюбу матері зі співаком Енріке Гусманом — співачка Алехандра Гусман та музикант Луїс Енріке Гусман. Вивчала вокал і класичний танець. 1965 року знялася у фотокоміксі з актором Хорхе Ріверо. 1968 року дебютувала в кіно з невеликою роллю у фільмі «Пробудження вовка» Рене Кардони-молодшого. Того ж року дебютувала у театрі в комедійній п'єсі «Por eso está como está» за участю Фернандо Лухана і Вероніки Кастро, а також на телебаченні у теленовелі «Нонконформісти» з Колумбою Домінгес у головній ролі. Тоді ж обрала як псевдонім прізвище Паскель.
1998 року відкрила власну школу акторської майстерності у Мехіко.
2014 року отримала премію APT у категорії Найкраща акторка у монолозі за п'єсу «No seré feliz, pero tengo marido».

## Особисте життя
Паскель тричі була у шлюбі, кожен з яких завершився розлученням:
- 1966—1975 — Міккі Салас, музикант. 15 лютого 1970 року народилася їхня дочка Стефані Салас, яка стала акторкою та співачкою.
- 1985—1987 — Фернандо Фраде, бізнесмен. Їхня дворічна дочка Вірідіана-Маргарита загинула 27 жовтня 1987 року в результаті нещасного випадку у басейні.
- 2000—2001 — Родольфо Собераніс, актор.

## Вибрана фільмографія
| Рік       |   | Українська назва                       | Оригінальна назва                      | Роль                                            |
| --------- | - | -------------------------------------- | -------------------------------------- | ----------------------------------------------- |
| 1968      | ф | Пробудження вовка                      | El despertas del lobo                  | Сівія                                           |
| 1968      | с | Нонконформісти                         | Los inconformes                        | Лісбет                                          |
| 1969      | с | Портрет Доріана Грея                   | El retrato de Dorian Gray              | Сібілла Вейн                                    |
| 1969      | с | Щоденник добропорядної сеньйорити      | El diario de una señorita decente      | Марі                                            |
| 1970      | с | Хрест Маріси Крусес                    | El cruz de Marisa Cruces               | Маріса Крусес у молодості                       |
| 1970      | ф | Санто проти Синього Демона з Атлантиди | Santo contra Blue Damonen la Atlántida | Юнона                                           |
| 1971—1973 | с | Італійка збирається заміж              | Muchacha italiana viene a casarse      | Джанна Донатті                                  |
| 1973      | ф | Чабело і Пепіто проти монстрів         | Chabelo y Pepiti contra monstruos      | Алісія                                          |
| 1974      | с | Світ іграшки                           | Mundo de juente                        | Ельвіра                                         |
| 1975      | с | Чудо життя                             | El milagro de vivir                    | Ортенсія Альварадо                              |
| 1977      | с | Принижені та зневажені                 | Humillados y ofendidos                 | Інес                                            |
| 1981      | ф | Джонні Чікано                          | Johnny Chicano                         | Ракель                                          |
| 1982      | с | Безсмертне кохання                     | El amor nunca muere                    | Кароліна                                        |
| 1990      | с | Дні без Місяця                         | Días sin luna                          | Лаура де Сантамарія                             |
| 1990—2006 | с | Жінка, випадки з реального життя       | Mujer, casos de la vida real           | різні персонажі                                 |
| 1991      | ф | Напад                                  | Asalto                                 | Альде                                           |
| 1992      | с | Таємні наміри                          | Las secretas intenciones               | Олівія Вега де Карденаль                        |
| 1996      | с | Назавжди                               | Para toda la vida                      | Лідія Вальдеморос Рівас                         |
| 1997—1998 | с | Ураган                                 | Huracán                                | Карідад Сальватьєрра де Медіна                  |
| 2000      | ф | Кривавий доказ                         | El grito                               | Сільвія Портер                                  |
| 2001—2002 | с | Джерело                                | El manantial                           | Пілар Саваль де Луна                            |
| 2004      | с | Мій гріх — у любові до тебе            | Amarte es mi pecado                    | Ісаура Авіла де Гусман                          |
| 2007—2008 | с | Я кохаю Хуана де Керендона             | Yo amo a Juan Querendón                | Нідія Естелла де ла Куева Перес де Качон        |
| 2012      | с | Як то кажуть                           | Como ddice el dicho                    | Лукресія                                        |
| 2013—2014 | с | Які ж бідні багаті                     | Qué pobres tan ricos                   | Ана Софія Романьйолі Толентіно де Руїс-Паласіос |
| 2015—2016 | с | Краще померти, ніж бути як Лічіта      | Antes muerta que Lichita               | Ельза Гутьєррес де Лопес                        |
| 2017—2018 | с | Три родини                             | 3 familias                             | Фріда Браво                                     |
| 2018      | ф | Мій маленький великий чоловік          | Ma pequeño gran hombre                 | Адріана                                         |
| 2019      | с | Донья Флор і два її чоловіка           | Doña Flor y sus dos maridos            | Карлотта / Максиміліана                         |
| 2019      | ф | Диявол між ногами                      | El diablo entre las piernas            | Беатріс                                         |
| 2022      | с | Невідомий ворог                        | Un extraño enemigo                     | Маргарита Лопес Портільйо                       |
| 2023      | с | Один день життя                        | Un día para vivir                      | Мірея                                           |

## Нагороди та номінації
Арієль
- 2022 — Номінація на найкращу акторку (Диявол між ногами).

TVyNovelas Awards
- 1983 — Найкраща лиходійка (Безсмертне кохання).
- 2002 — Номінація на найкращу акторку другого плану (Джерело).
- 2004 — Номінація на найкращу роль у виконанні заслуженої акторки (Мій гріх — у любові до тебе).
- 2008 — Номінація на найкращу акторку другого плану (Я кохаю Хуана Керендона).
- 2015 — Номінація на найкращу акторку другого плану (Які ж бідні багаті).
- 2016 — Номінація на найкращу роль у виконанні заслуженої акторки (Краще померти, ніж бути як Лічіта).

Bravo Awards
- 1999 — Найкраща акторка (Жінка, випадки з реального життя).

ACE Awards
- 1982 — Найкраща кіноакторка (Джонні Чікано).
- 2008 — Жіноча персона року (Я кохаю Хуана Керендона).

Califa de Oro
- 2015 — Почесна премія за 48-річну кар'єру у театрі, в кіно та на телебаченні.